# Huta Szkła Artystycznego „Barbara”
Huta Szkła Artystycznego „Barbara” (HSA „Barbara”) – huta szkła położona w Polanicy-Zdroju w powiecie kłodzkim, w województwie dolnośląskim. Huta powstała w 1956 r. jako zakład produkujący butelki o pojemności 0,33 l do wody mineralnej dla Uzdrowiska Polanica Zdrój. 1 kwietnia 1974 r. huta została przejęta przez Hutę Szkła „Sudety”, a 18 grudnia 1974 r. zaczęła produkcję jako Huta Szkła Artystycznego „Barbara”. W 1992 r. zakład został sprywatyzowany i działał jako Huta „Barbara”, aż do likwidacji w 2018 r.
Z „Barbarą” związani byli: Ludwik Ferenc, Zbigniew Horbowy, Wojciech Jodłowski, Kazimierz Krawczyk, Danuta Pałka-Szyszka, Lucyna Pijaczewska, Czesław Zuber.
W miejscu dawnej Huty „Barbara” powstała otwarta w czerwcu 2024 r. Manufaktura Szkła „Barbara”, gdzie odbywają się pokazy formowania szkła na gorąco, warsztaty zdobienia szkła oraz działa sklep firmowy sprzedający m.in. szkło użytkowe i artystyczne produkcji Huty „Julia”.

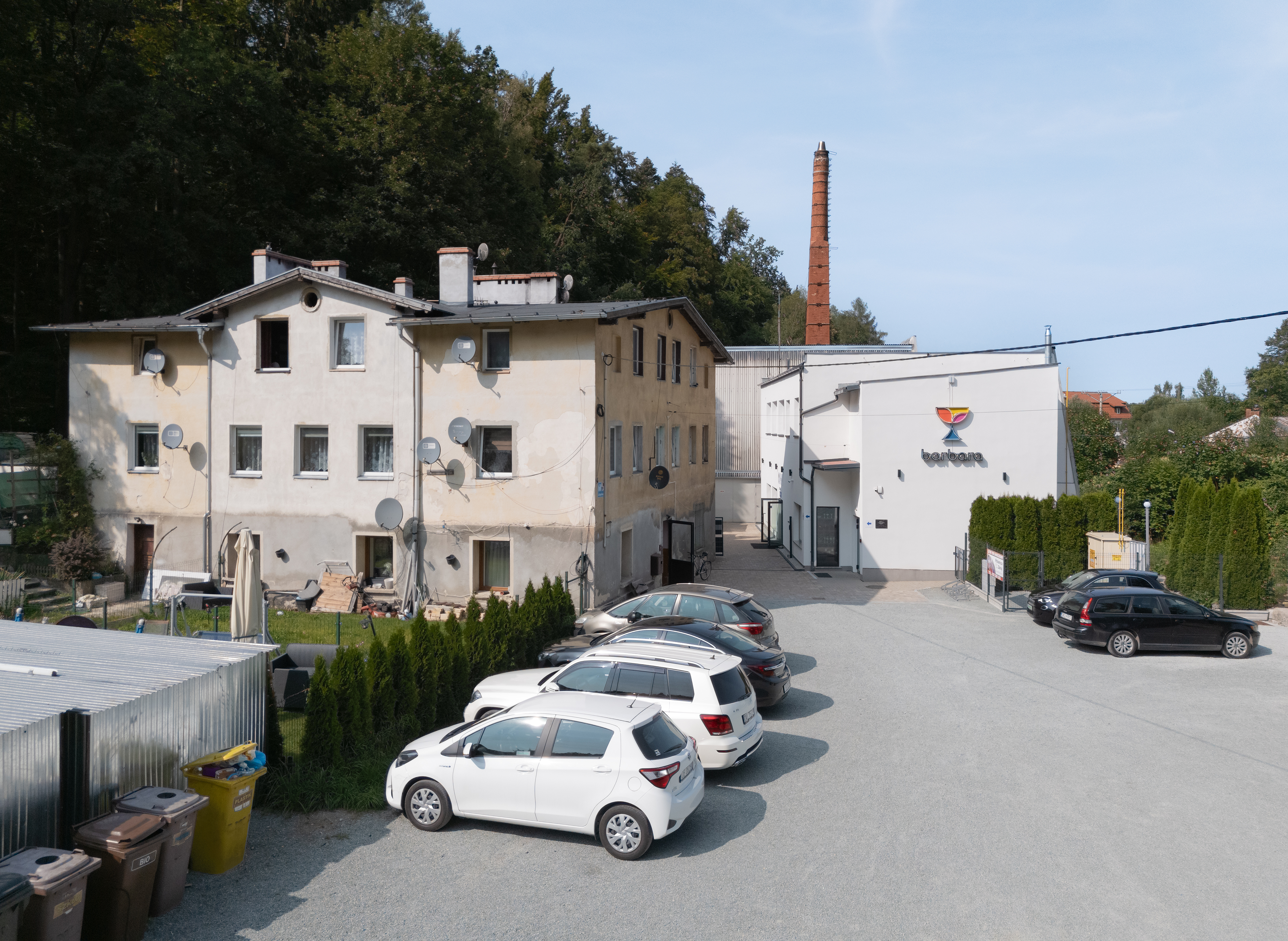
Budynki huty